# عون بن عبد الله بن جعفر
عون بن عبد الله بن جعفر بن أبي طالب (توفي في 61هـ/ 680 م) أحد أبناء السيدة زينب بنت علي بن أبي طالب، شارك في معركة كربلاء مع خاله الإمام الحُسين، وإستشهَد فيها على يد عبد الله بن قطنة الطائي النبهاني فذهب شهيدًا مع خاله الإمام الحسين.

## نسبه

### حياته
كان عون، ابنًا لزينب أخت الحسين وعبد الله بن جعفر بن أبي طالب صاحب النبي محمد. وكان جد عون هو جعفر الطيار الذي عيّنه النبي محمد أميرًا على المسلمين في هجرتهم إلى الحبشة. وكان لعبد الله ولدان يدعيان عون: عون الأكبر وأمه زينب، وعون الأصغر وأمه جمانة بنت المسيب بن نجبة.

### أسرته
هو عون بن عبد الله بن جعفر بن أبي طالب بن عبد المطلب جده جعفر بن أبي طالب المعروف بالطيار.
أبوه: عبد الله بن جعفر بن أبي طالب بن عبد المطلب من أصحاب النبي، وجده جعفر الطيار رئيس المهاجرين الذين هاجروا إلى حبشة.
أمه: زينب بنت علي بن ابي طالب وأمها فاطمة الزهراء.
كان لعبد الله ابنان باسم عون:
عون الأكبر، وأمه زينب.
عون الأصغر، وأمه جمانة بنت المسيب بن نجبة من قادة ثورة التوابين.
وهناك خلاف حول حضور أيهما في كربلاء، ولكن المشهور أن عون الأكبر كان حاضراً في كربلاء، وعون الأصغر استشهد في وقعة الحرة في المدينة.

## صحبة الحسين بن علي
ولما علم عبد الله بن جعفر برحيل الحسين إلى الكوفة كتب إلى الإمام رسالة يقنعه فيها بالعودة إلى مكة. أرسل عبد الله رسالته إلى الإمام مع ولديه عون ومحمد. ولما وجد عبد الله أن الحسين عازم على قراره نصح ولديه عون ومحمد بمرافقته ليقاتلوا ثلاثتهم مع الحسين.

## مقتله
وبعد استشهاد محمد، ذهب عون إلى ساحة المعركة. وبحسب ابن شهر آشوب، فقد قتل ثلاثة من الفرسان وثمانية عشر جنديًا مشاة من جيش عمر بن سعد واستُشهد في النهاية على يد عبد الله بن قطنة الطائي النبهاني.
وكان يرتجز قائلاً: